# Vuile Oorlog (Argentinië)
Vuile Oorlog (Spaans: Guerra Sucia) is de naam die door de junta zelf gegeven werd aan de periode van staatsterrorisme door de militaire dictatuur in Argentinië van 1976 tot 1983. In het proces tegen Miguel Etchecolatz, voormalig politieofficier van de provincie Buenos Aires en uiteindelijk veroordeeld voor misdaden tegen de menselijkheid, is het grootschalige geweld als genocide gekenschetst.
Het bloedbad van Ezeiza bij de terugkomst van vroegere leider Juan Perón in 1973 markeerde het eind van de alliantie tussen linker- en rechterzijde van het peronisme.
Na de dood van Perón in 1974 kwam de macht in de handen van zijn weduwe, Isabel Martínez de Perón, die toestemming verleende aan leger en politie om de linksgeoriënteerde oppositie te "vernietigen".
Martinez de Perón werd verdrongen door een staatsgreep in 1976. De militaire junta die haar opvolgde stond onder leiding van Jorge Videla tot 1981 en daarna van Roberto Viola en Leopoldo Galtieri. Deze junta was verantwoordelijk voor de onwettige arrestatie, marteling, moord of gedwongen verdwijning van duizenden mensen (meestal vakbondsmedewerkers, studenten en andere activisten).
Het rapport uit 1984 van de Nationale Commissie op de Verdwijning van Personen (CONADEP), een organisatie die na het herstel van de democratie van regeringszijde opdracht had gekregen de ‘verdwijningen’ te onderzoeken, schatte dat tussen 1976 en 1983 ongeveer 9.000 mensen waren "verdwenen". Schattingen gedaan door mensenrechtenorganisaties plaatsen het aantal dichter bij 30.000. De commissie telde ook 458 moorden (toegeschreven aan de Argentijnse Anticommunistische Alliantie) en ongeveer 600 verdwijningen tijdens de democratische periode van 1973 en 1976.
In het kader van Operatie Condor, een samenwerkingsverband tussen Zuid-Amerikaanse dictaturen, werden ook veel Chileense en Uruguayaanse ballingen door Argentijnse veiligheidsdiensten vermoord. Een belangrijk slachtoffer was de in 1974 in Buenos Aires vermoorde Chileense generaal Carlos Prats.
CIA documenten vrijgegeven in 2002 laten zien dat de gewelddadige politiek van het Argentijnse regime bekend was en werd toegelaten door het Amerikaanse ministerie van buitenlandse zaken, geleid door Henry Kissinger onder het presidentschap van Gerald Ford en dat bekend was bij het Argentijnse leger dat de USA de repressie steunde.
Er is een lang lopend debat in Argentinië over de kwestie van amnestie. Na het herstel van de democratie en de berechting van de militaire top was een vorm van amnestie bij wet aangenomen, maar deze was niet populair. In 2005 werden de amnestiewetten door de Argentijnse Hoge Raad nietig verklaard. Deze beslissing opent de mogelijkheid om bestuurders in dienst van de voormalige Junta te berechten.

## Oorsprong van de term
De term "Vuile Oorlog" komt van de militaire junta zelf. Volgens hen was een oorlog met andere methoden (waaronder massaal gebruik van de marteling) noodzakelijk om de sociale orde te beschermen.

Door mensenrechtenorganisaties en anderen is deze term aangevochten, omdat het geloofwaardigheid verleent aan het idee dat een burgeroorlog gaande was en dat dit acties begaan tijdens deze oorlog rechtvaardigde. Zo verklaarde openbare aanklager Julio Strassera in 1985 tijdens de berechting van de top juntaleden dat de term de 'Vuile Oorlog' 
"een eufemisme was dat gebruikt werd om activiteiten te verhullen die meer bij de werkzaamheden van een bendelid hoorden dan bij die van een soldaat..."
Hoewel de junta de guerrilla-activiteiten wilde uitroeien, was de repressie vooral gericht tegen de algemene bevolking, vakbondsleden (de helft van de slachtoffers), de studenten enz.
Tijdens de berechting van de top juntaleden werd duidelijk dat ondanks het gebruik van de term ‘Vuile Oorlog’ de guerrilla’s niet bij machte waren om een echte bedreiging te vormen, en niet konden worden beschouwd als oorlogsvoerenden. "De rebellen hadden geen controle over een deel van het nationale grondgebied; zij werden niet erkend en kregen geen massale steun van buitenlandse machten en hadden nauwelijks binnenlandse steun." Daarom vallen misdaden gepleegd tijdens deze periode niet onder het krijgsrecht wat als eerste bedoeld is om soldaten en ondergeschikten binnen de hiërarchie te beschermen van handelingen uitgevoerd op bevel van superieuren.
Het programma om dissidenten uit te roeien werd "volkerenmoord" genoemd door een rechtbank, tijdens de berechting in 2006 van Miguel Etchecolatz een vroegere hogere ambtenaar van de Provinciale Politie van Buenos Aires. Dit was voor het eerst dat misdaden begaan tijdens een dictatuur zo werden genoemd.

## De terugkeer van het peronisme
Vanaf het moment dat de vroegere legerofficier Juan Perón in 1955 door een staatsgreep tot aftreden werd gedwongen had aversie van het leger tegen het peronisme de Argentijnse politiek beheerst. In 1963 was het gebruik van zijn naam per decreet verboden en toen generaal Lanusse, die in 1971 de macht had gegrepen en verkiezingen had uitgeroepen (1973) was Perón niet toegestaan om deel te nemen. Dit leidde tot de verkiezing van Peróns persoonlijke afgevaardigde Hector José Cámpora, een gematigde peronist van de linkervleugel.
Het peronisme is moeilijk te duiden binnen de traditionele politieke classificaties. Bovendien moeten verschillende periodes in aanmerking genomen worden. Als populistische, nationalistische beweging, is het peronisme soms beschuldigd van fascistische tendensen. De bewondering van Perón voor Mussolini is bekend en na de Tweede Wereldoorlog was Argentinië een populair ballingsoord voor ex-nazi’s.
Door anderen is dit sterk betwist. Het peronisme zou evengoed vergeleken kunnen worden met het gaullisme van Frankrijk, dat aanvankelijk erin slaagde een brede nationale beweging te vormen. Voorts speelt de afwezigheid van Perón zelf, die 20 jaar in Franquistisch Spanje in ballingschap doorbracht ook een belangrijke rol in de populariteit van het peronisme.
Zijn persoon was de bindende factor voor allerlei partijen die tegenstanders waren van de huidige gang van zaken binnen Argentinië. De herinnering aan Perons vrouw Evita Perón, first lady van Argentinië van 1946 tot aan haar dood in 1952, werd nog steeds gekoesterd door de arbeiders terwijl zij verafschuwd werd door de gegoede klasse.
Op deze wijze steunde de katholieke, linksgeoriënteerde Montoneros Perón, evenals de naar het fascisme leunende, sterk antisemitische 'Movimiento Nacionalista Tacuara', een van de eerste Argentijnse guerrillabewegingen.
Na twee decennia van zwakke burgerregeringen, economisch verval en veelvuldige militaire interventie kwam Perón terug op 20 juni 1973 uit ballingschap. De maanden voorafgaan aan zijn terugkeer werden gemerkt door belangrijk sociale bewegingen, zoals in de rest van Zuid-Amerika, vóór de onderdrukking van de jaren 70. Tijdens de eerste maanden van Hector Cámpora’s regering (mei-juli 1973) hadden ongeveer 600 sociale conflicten, stakingen en fabrieksbezettingen plaatsgevonden.
Tijdens de aankomst van Perón op de luchthaven van Buenos Aires openden sluipschutters (onder wie leden van de Argentijnse Anticommunistische Alliantie, of Trippel A) het vuur op menigten linkse sympathisanten van Perón. Dit bloedbad van Ezeiza betekende de splitsing tussen de linker- en rechtervleugel binnen het peronisme. Na zijn herverkiezing (gesteund door een brede coalitie) koos Perón voor de rechtervleugel en werden de Montoneros buiten de partij gezet. Deze reageerden pas na Peróns overlijden met aanslagen en het begin van guerrilla-acties tegen Isabel Perón.

### Regering van Isabel Martinez de Perón
Perón stierf op 1 juli 1974 en werd vervangen door zijn vicepresident en derde vrouw, Isabel Martinez de Perón, die regeerde tot aan haar afzetting door militairen in maart 1976. De mensenrechtencommissie CONADEP van 1985 telde 458 moorden vanaf 1973 tot 1975 in haar rapport Nunca Más (Nooit Meer): 19 in 1973, 50 in 1974 en 359 in 1975, uitgevoerd door paramilitaire groepen, meestal door José López Rega's Trippel A’s doodseskader. (Volgens Argenpress werden in 1974 minstens 25 vakbondsmedewerkers vermoord.) De Trippel A of Argentijnse Anticommunistische Actie was opgericht door José López Rega en Rodolfo Almirón (gearresteerd in Spanje in 2006).
Lopez Rega was achtereenvolgens minister van Hector José Cámpora, Raúl Alberto Lastiri, Juan Perón en Isabel Perón en privésecretaresse van de laatste twee.
Een van de eerste moordaanslagen van de Trippel A was op Hipólito Solari Yrigoyen, die zwaargewond raakte. Een paar dagen eerder had Solari Yrigoyen in de Argentijnse Senaat nieuwe regeringsplannen zwaar bekritiseerd. De plannen hielden een versterking van de controle op de arbeidersbeweging door de vakbondsbureaucratie in.
Vakbonden werden ook het mikpunt van repressie: verschillende bestuurders werden vermoord, anderen werden gearresteerd. Ook werden een aantal lokale vakbondsafdelingen gesloten.

#### "Vernietigingsdecreet"

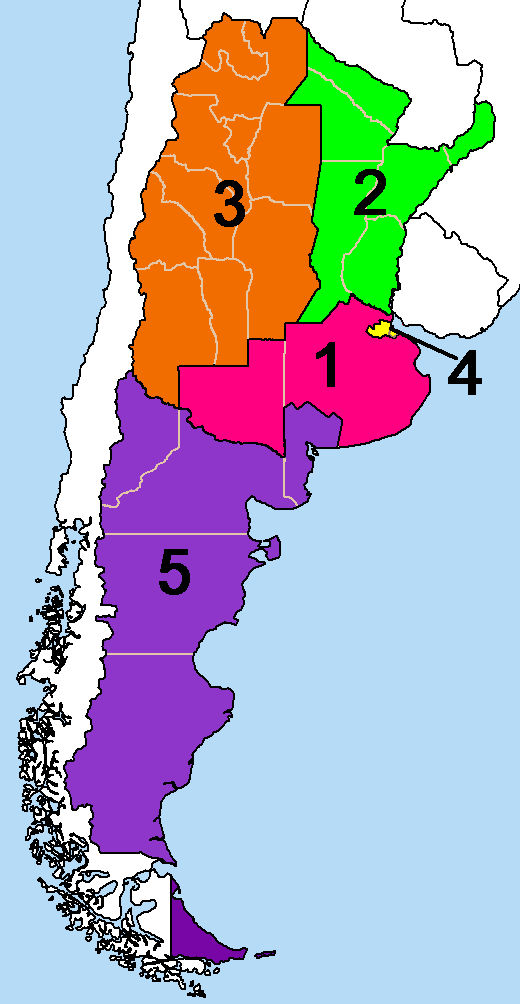
Militaire zones van Argentina, 1975-1983.

Ondertussen begon het door Ché Guevara geïnspireerde Revolutionaire Volksleger (ERP) geleid door Roberto Santucho een gewapende strijd in de provincie Tucumán gelegen in het bergachtige noordwesten van Argentinië.
In reactie daarop tekende Ítalo Luder, de voorzitter van de Nationale Assemblee die als interim president functioneerde tijdens de ziekte van Isabel Perón, in februari 1975 het geheime presidentiële decreet 261. In het betreffende decreet werd het leger de opdracht gegeven om de opstand in Tucuman te neutraliseren of te vernietigen. Expliciet werd het strijdkrachten het recht gegeven om “alle militaire operaties uit te voeren die nodig zouden zijn voor het neutraliseren / vernietigen van de opstandige elementen”.
Generaal Acdel Vilas zette onmiddellijk 3000 soldaten in. Behalve operaties in de jungle zette Vilas zijn soldaten in om het netwerk van de ERP in de steden op te sporen. Zijn manschappen maakten hierbij gebruik van (staats) terreur methoden die later landelijk zouden worden gebruikt. Tegen juli 1975 voerden commando’s zoek-en-vernietigacties uit in de bergen. Legereenheden ontdekten Santucho’s basis in augustus en overvielen het stedelijke hoofdkwartier van de ERP in september. Een groot deel van staf en leiderschap was gedood, veel soldaten en sympathisanten werd gevangengezet.
Midden 1975 was het land het toneel van grootschalig geweld. Extreemrechtse doodseskaders gebruikten hun jacht op uiterst linkse guerrilla’s als voorwendsel om willekeurige linksgeoriënteerde tegenstanders uit te roeien en als dekking voor gewone misdaden. De moorden en de ontvoeringen door Perónist Montoneros en ERP droegen bij tot het algemene klimaat van angst.
Op 6 juli 1975 nam de regering, weer tijdelijk onder leiding van Italo Luder, het besluit om een Raad van de Defensie in te stellen. Deze Raad werd gevormd door de president, zijn ministers en de hoofden van de strijdkrachten.
De raad kreeg de controle over de landelijke en plaatselijke politie en over gevangenissen en huizen van bewaring. De opdracht van de raad was “de vernietiging van gezagsondermijnende elementen in het land”. Deze "vernietigingsbesluiten" vormen de basis voor de aanklachten die leiden tot de arrestatie van Isabel Perón, in Madrid januari 2007, meer dan dertig jaar later.
In militaire richtlijn ‘Strijd tegen subversie’ werd het land verdeeld in vijf militaire zones (28 oktober 1975). Zoals de Fransen in 1957 hadden gedaan bij de Slag van Algiers werd elke streek verdeeld op subzones en gebieden, met zijn overeenkomstige militaire verantwoordelijkheden.
Generaal Antonio Domingo Bussi verving in december 1975 Acdel Vidas als verantwoordelijke voor de militaire acties.

#### De inval van 20 maart 1975 in Santa Fe
Op 20 maart 1975 beval de regering een grote inval in Villa Constitución (provincie Santa Fe) in antwoord op diverse vakbondsconflicten. Talloze burgers onder wie 150 activisten en vakbondsleiders werden opgepakt en met goedkeuring van de landelijke directie van vakbonden werd de lokale afdeling van de Metaalwerkersunie (vakbond) gesloten.
Vakbonden van grote firma’s zoals Ford, Fiat, Renault, Mercedes-Benz, Peugeot werden geraakt door de repressie die soms werd uitgevoerd met steun van de leiding van de bedrijven en de landelijke vakbondsbestuurders.
Een voorbeeld hiervan is José Rodríguez die is beschuldigd van betrokkenheid bij de "verdwijning" van arbeiders van Mercedes-Benz tijdens de dictatuur. [voetnoot] Hij is dezelfde vakbondsleider die in 1974 de afdeling van SMATA in Córdoba sloot. Vandaag de dag is hij Algemeen Secretaris van SMATA.

## De militairen aan de macht
Vóór de machtsovername van het leger werden door Argentijnse conservatieve elite lijsten gemaakt van mensen met wie ‘afgerekend’ zou worden na de geplande coup.
In 1975 benoemde president Isabel Perón onder druk van het militaire establishment Jorge Rafael Videla tot opperbevelhebber van het Argentijnse Leger. Nog in hetzelfde jaar gaf deze zijn steun aan de doodseskaders met de verklaring dat “er net zoveel mensen zullen sterven als nodig is om het land weer veilig te maken”.
Videla was een van de leiders van de staatsgreep die op 24 maart 1976 het bewind van Isabel Perón omverwierp.
In haar plaats werd een militaire junta geïnstalleerd bestaande uit door admiraal Emillio Euardo Massera (voorzitter), generaal Orlando Agosti en Videla zelf.
De junta, die zich de naam "Proces van Nationale Reorganisatie" gaf, systematiseerde de onderdrukking, in het bijzonder door de "Verdwijningen" net zoals Pinochet's Chili, die het zeer moeilijk maakte rechtszaken aan te spannen omdat lichamen nooit werden gevonden.
De generaals organiseerden een landelijk systeem om zogenaamde "subversieven” op te sporen.
Bij de ondervragingen en martelingen werden ook artsen en psychologen ingeschakeld. De Argentijnse krant La Opinión, opgericht door de later tijdelijk 'verdwenen' Jacobo Timerman, schreef op 31 december 1976 dat de Argentijnse 'guerrilla' 4.000 man had verloren en de Montoneros tachtig procent van hun leiders. De Buenos Aires Herald schatte de slachtoffers in 1976 op 1.100 doden. Een illegale krant schreef “elke vijf uur valt er een dode en elke drie uur ontploft er een bom”.
Volgens de Argentijnse journalist Stella Calloni, auteur van de klassieker Los años del lobo kunnen deze cijfers kloppen.
Het gebruik door het land heen van dezelfde staatsterreur middelen kan voor een deel worden verklaard door de opleiding die Argentijnse militairen hadden ontvangen in de School of the America’s. En door instructeurs van de Franse geheime diensten die hen tactieken leerden voor het bestrijden van rebellen opgedaan tijdens de Algerijnse Onafhankelijkheidsoorlog.
Ook was 1976 het hoogtepunt van Operatie Condor, een samenwerkingsverband tussen de verschillende Zuid-Amerikaanse inlichtingsdiensten. Chileense en Uruguayaanse ballingen op Argentijns grondgebied werden opnieuw bedreigd en moesten opnieuw vluchten. De Chileense generaal Carlos Prats was toen al vermoord door de Chileense DINA behulp van vroegere van de CIA agent Michael Townley in Buenos Aires in 1974. Cubaanse diplomaten werden ook omgebracht in het beruchte centrum “Automotores Orletti” een van de 300 illegale gevangenissen van het regime. Deze gevangenissen werden beheerd door Grupo de Tareas 18 geleid door de eerder wegens diefstal veroordeelde Aníbal Gordon. Gordon rapporteerde direct aan Algemene Commandant van de SIDE (Argentijnse inlichtingsdienst) Otto Paladino. Over een dergelijk martelcentrum is in 1999 de vaak bekroonde film Garage Olimpo van Marco Bechis verschenen, die de terreur indringend weergeeft. Automotores Orletti was de belangrijkste basis van de buitenlandse inlichtingendiensten betrokken bij Operatie Condor. Een van de overlevenden, José Luis Bertazzo, die twee maanden daar werd vastgehouden, identificeerde Chilenen, Uruguayanen, Paraguayanen en Bolivianen die daar, door agenten van hun eigen landen, werden ondervraagd. Daar werd ook de 19 jaar oude schoondochter van dichter Juan Gelman gemarteld (samen met zijn zoon), voordat zij vervoerd werd naar Montevideo, waar zij een kind baarde dat onmiddellijk door Uruguayaanse militairen werd gestolen.
Andere verhalen staan in John Dinges ‘The Condor years’. Hierin wordt onder andere beschreven hoe twee Cubaanse diplomaten werden gemarteld door het team van Gordon en door iemand speciaal voor één dag vanuit Miami werden ondervraagd. Volgens Dinges waren zowel de FBI als de CIA geïnformeerd over hun arrestatie. Eerder genoemde Michael Townley, later veroordeeld wegens de moord op voormalig Chileense minister Orlando Letelier zou ook aan de ondervragingen van de Cubanen hebben deelgenomen. De aanwezigheid van Townley werd in 22 december 1999 bevestigd door een voormalig hoofd van de DINA tijdens zijn berechting tegenover Argentijnse federale rechter María Servini de Cubría.
Volgens de zogenaamde "terreurarchieven", ontdekt in Paraguay in 1992, werden in het kader van Condor 50.000 personen vermoord, 30.000 "verdwenen" en 400.000 opgesloten.

## Betrokkenheid bij gewone misdrijven
Volgens een gedocumenteerd gesprek uit 1981 waarvan de inhoud in 2000 werd geopenbaard verklaarde Michael Townley dat anti-Castro-organisatie CORU betrokken zou worden bij de ontvoering van een directeur van een Nederlandse bank. De ontvoering voor losgeld zou uitgevoerd worden door agenten van de SIDE. Een aanbetaling van 6.000 voor te maken kosten in deze ontvoering zou betaald zijn door Novo Sampol. Een niet bestaande Argentijnse marxistische organisatie zou de ontvoering claimen. Om de organisatie geloofwaardigheid te verlenen waren al pamfletten met valse bomaanslagen verspreid in Mendoza en Córdoba. Na veel uitstel werd de ontvoering uiteindelijk afgeblazen.

## Mensenrechtenschendingen vanaf 1976 tot 1983

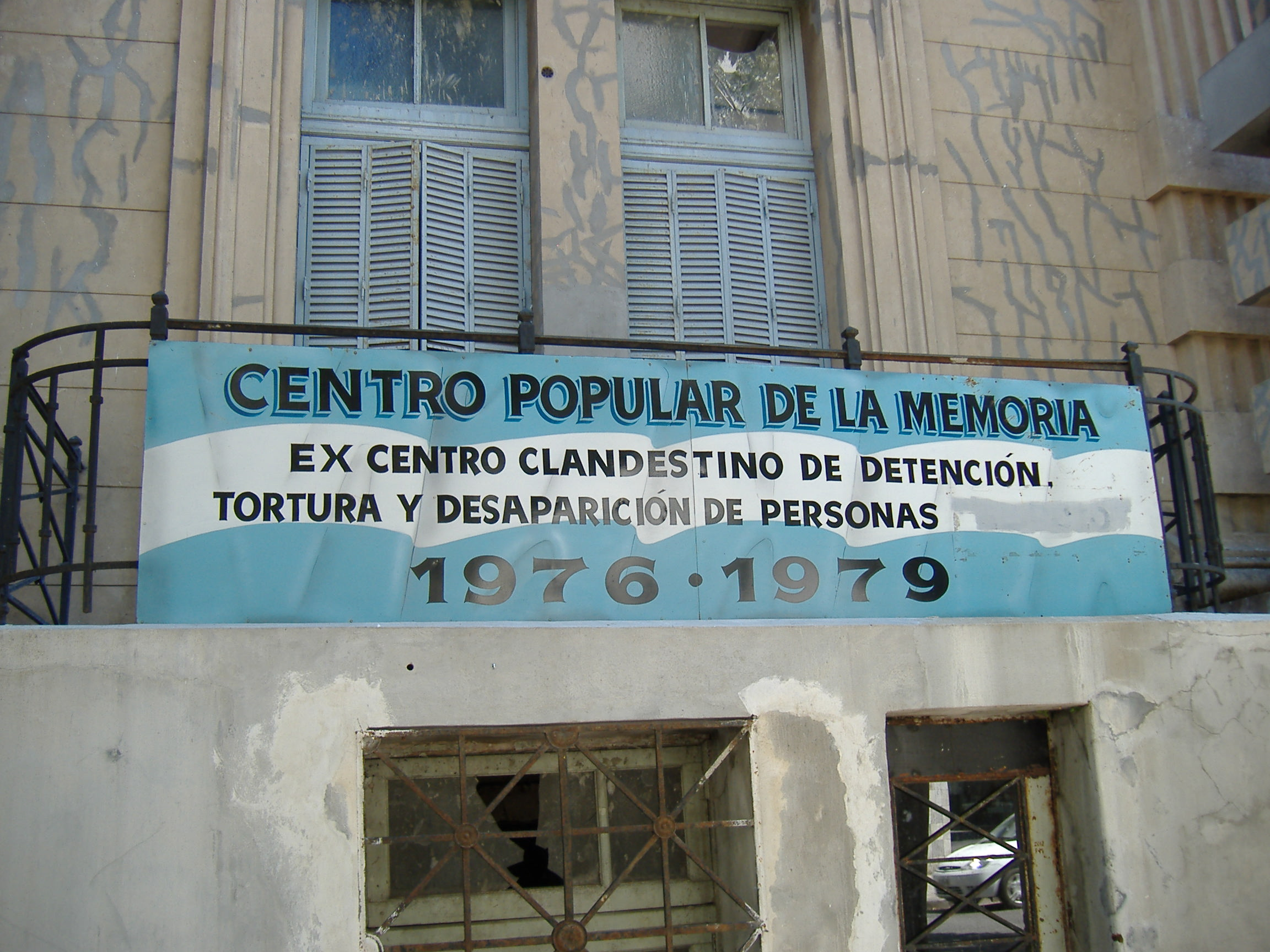
Een onwettig detentiecentrum in het hoofdkwartier van de provinciale politie van Fe Santa, Rosario, nu een gedenkteken.

In 1976 voorspelde een van de generaals, "We gaan 50.000 mensen doden: 25.000 opstandelingen, 20.000 sympathisanten, en we zullen 5.000 fouten maken."
De Nationale Commissie op de Verdwijning van Personen (CONADEP) onderzocht en registreerde, zaak voor zaak, 9.000 verdwijningen met daarbij de aantekening dat het er veel meer zouden kunnen zijn. Algemeen geaccepteerde huidige schattingen van mensenrechtenorganisaties geeft als aantal 30.000 slachtoffers.
De meeste slachtoffers waren geen bewapende guerrillastrijders, van wie de organisaties zo goed als vernietigd waren, maar allerlei mensen van wie vermoed werd dat ze politiek actief waren en linksgeoriënteerd.
Ramón Camps vertelde de krant Clarín, in 1984, dat hij marteling gebruikte als ondervragingsmiddel en 5000 ‘verdwijningen’ had georkestreerd. Hij rechtvaardigde de ontvoering van kinderen geboren tijdens gevangenschap van hun moeders met het argument dat "subversieve ouders subversieve kinderen zullen grootbrengen".
Veel van "verdwenenen" werden uit vliegtuigen gegooid in de Río de la Plata of de Atlantische Oceaan om ze te laten verdrinken. Deze vorm van verdwijningen die de naam ‘Dodenvluchten’ kreeg was bedacht door Luis Maria, voormalig leider van zeeoperaties 1976-'77. Tijdens zijn rechtszaak nam hij volledige verantwoordelijkheid voor operaties die door zijn ondergeschikten uitgevoerd werden.
Een aantal gevallen die bekendheid hebben gekregen:
- Tomás Di Toffino, plaatsvervangend secretaris-generaal van de vakbond ‘Luz y Fuerza de Córdoba’ werd ontvoerd op 28 november 1976 en geëxecuteerd in een militair kamp in Córdoba op 28 februari 1977, tijdens een "militaire ceremonie" voorgezeten door generaal Luciano Benjamín Menéndez.[3]
- In december 1976 werden 22 politieke gevangenen gemarteld en geëxecuteerd tijdens de ‘Slachting van Margarita Belén’ in de Chaco provincie. Voor deze moord werd Videla schuldig bevonden tijdens de berechting van de Junta (1985) evenals Cristino Nicolaides lid van de 4e Junta, juntaleider Leopoldo Galtieri en Santa Fe politiechef Wenceslao Ceniquel.[21]

Organisaties die geassocieerd worden met de staatsterreur zijn onder andere:
- Argentijnse Anticommunistische Alliantie (Trippel A)
- Inlichtingen bataljon 601 van het Argentijnse leger
- Task Force 3.3.2 die gebruik maakte van de beruchte Marine Werktuigkundigenschool (ESMA ) en
- Secretaría de Inteligencia (SIDE)

In 1977, vertelde Videla Britse journalisten: "Ik ontken met klem dat er in Argentinië concentratiekampen zijn of de militaire complexen waar mensen langer worden vastgehouden dan absoluut nodig in dit gevecht tegen gezagsondermijning.”
Deze bewering is tegengesproken door Alicia Partnoy in haar boek “de Kleine School".
In 1980 kreeg Adolfo Pérez Esquivel, een katholieke mensenrechtenactivist die gemarteld werd tijdens zijn 14 maanden durende gevangenschap zonder tussenkomst van de rechter, voor zijn inspanningen in de verdediging van de mensenrechten de Nobelprijs voor de Vrede
In 1981 trok Videla zich terug en werd vervangen door generaal Roberto Eduardo Viola. Deze stapte negen maanden later op wegens gezondheidsredenen en werd opgevolgd door generaal Leopoldo Fortunato Galtieri.

## Invasie van de Falklandeilanden
In een poging om steun voor het regime te winnen viel het Argentijnse leger in 1982 de Falklandeilanden binnen. Deze eilanden zijn overzeesgebied van het Verenigd Koninkrijk met zelfbestuur en worden sinds 1833 geclaimd door Argentinië.
Aanvankelijk was de onderneming zeer populair in Argentinië en vonden massale demonstraties plaats waar steun werd betuigd. De Engelse regering berustte echter niet in de inname en zond een vloot naar de eilanden om ze te veroveren. Na een korte strijd werden de Argentijnse troepen verslagen.
De nederlaag leidde tot het ontslag van junta-leider Galtieri op 17 juni en versnelde het eind van de militaire regering.

## Betrokkenheid van de VS

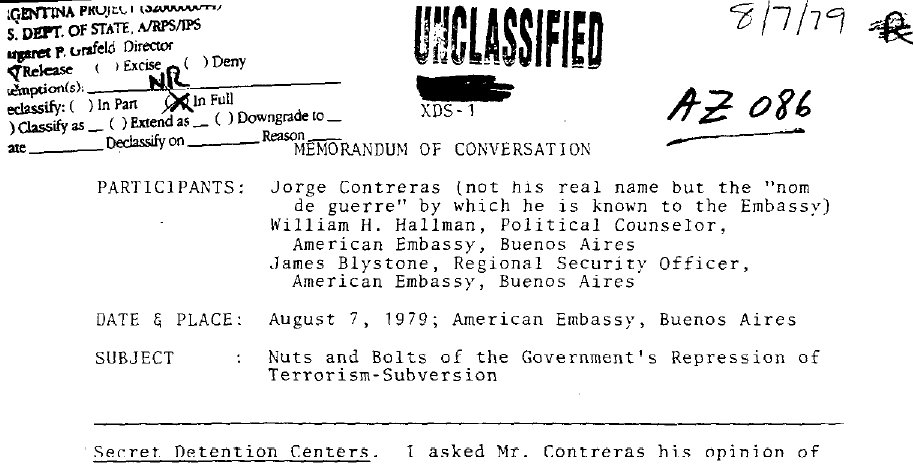
VS ambassade in Argentinië: 7 augustus 1979 Memorandum van het gesprek met "Jorge Contreras," directeur van Task Force 7 van de "Reunion Central" sectie van Inlichtingsdienst unit 601.
Onderwerp: "Nuts and Bolts of the Government's Repression of Terrorism-Subversion."

Volgens documenten uit het archief van het Amerikaanse ministerie van buitenlandse zaken geloofde Videla dat de USA de aanval op Argentijnse progressieven goedkeurde. De ambassade van de USA in Buenos Aires klaagde aan Washington dat Argentijnse officieren “euforisch” waren over signalen van goedkeuring van hooggeplaatste Amerikaanse ambtenaren waaronder minister Henry Kissinger.
Onder Jimmy Carter legde de Amerikaanse buitenlandse politiek meer aandacht op mensenrechten en dit leidde tot minder soepele relaties met het Argentijnse militaire regime. De regering Reagan die in 1981 aantrad zag Carters politiek als een verzwakking van relaties met bondgenoten in de Koude Oorlog en trok eerdere veroordelingen van mensenrechtenschendingen door de junta in. De herwaardering van de diplomatieke banden maakte CIA samenwerking met Argentijnse inlichtingendiensten mogelijk ten behoeve van trainingen en bewapening van Nicaraguaanse Contra’s mogelijk. Het Inlichtingendienst Bataljon 601 trainde bijvoorbeeld Contra’s in Lepaterique in Honduras.

## De Franse Connectie
Het handelen van de Argentijnse strijdkrachten tijdens de dictatuur is voor een deel geïnspireerd door de aanpak van het Franse leger tijdens de Algerijnse Onafhankelijkheidsoorlog. In 1959 werd een akkoord gesloten tussen Parijs en Buenos Aires voor de vestiging van een permanente Franse militaire missie. Deze missie bestond uit militairen die actief waren geweest in de Algerijnse onafhankelijkheidsoorlog en kreeg verblijf in de kantoren van de staf van de Argentijnse strijdkrachten. Deze missie bestond tot aan de verkiezing van socialist François Mitterrand tot president van Frankrijk.
De ‘vernietigingsdecreten’, nog uitgevaardigd door de regering van Isabel Perón, waren gebaseerd op Franse teksten. Net als in de Slag om Algiers werd de politie (civiele macht) ondergeschikt aan het leger. De laatste leider van de junta, Reynaldo Bignone, verklaarde in juli 1982: "De krijgsorder van maart 1976 is een kopie van de Slag om Algerije". Dezelfde uitingen werden gedaan door generaal Albano Harguindeguy, minister van Binnenlandse Zaken, en door generaal Diaz Bessone, voormalig minister van planning en ideoloog van de junta.
Ook de indeling van het land in zones met daarbinnen subzones etc., waarbij deze gebieden werden toegewezen aan een militair komt overeen met de Franse aanpak. Tijdens de Algerijnse Oorlog maakte het Franse leger zich op grote schaal schuldig aan martelingen en moorden, gedrag dat het Argentijnse leger zou kopiëren.
Een film over de Algerijnse oorlog (met daarin beelden van marteling en bestrijding van burgers), The Battle of Algiers (1966), werd vertoond tijdens lessen ‘Opstandsbestrijding’ aan de Marine Werktuigkundigenschool, ingeleid en van religieus commentaar voorzien door de militaire kapelaan.
Alfredo Astiz refereerde tijdens zijn proces ook aan de Franse connectie in de vorm van trainingen.

## Waarheidscommissie en berechtingen
De junta stapte op in 1983. Na zijn democratische verkiezing stelde president Raúl Alfonsín de Nationale Commissie op de Persoonsverdwijning (CONADEP) in (december 1983). Taak van deze commissie onder leiding van de schrijver Ernesto Sábato is het vergaren van bewijsmateriaal over begane misdaden tijdens de dictatuur.
De gruwelijke details, waaronder de gedocumenteerde verdwijning van bijna 9.000 mensen, schokten de wereld.
Jorge Videla, hoofd van de junta, was onder de generaals die veroordeeld werden wegens schendingen van de mensenrechten, waaronder verdwijningen, marteling, moorden en ontvoeringen. President Alfonsín gaf opdracht om negen leden van de militaire junta, te berechten. Tijdens deze rechtszaak, de 'Berechting van de Junta' werden ook guerrillaleiders Mario Firmenich, Fernando Vaca Narvaja, Rodolfo Galimberti, Roberto Perdía, en Enrique Gorriarán Merlo berecht.

In de proloog van het rapport van de CONADEP: 'Mas Nunca' (nooit opnieuw), schreef Sábato: 
"Vanaf het moment van hun ontvoering verloren de slachtoffers alle rechten. Onthouden van enige communicatie met de buitenwereld, vastgehouden op onbekende plaatsen, onderworpen aan barbaarse martelingen, onwetend gehouden van hun directe of uiteindelijke lot, liepen ze het gevaar of in een rivier of in zee naar beneden te worden getrokken met blokken cement, of tot as te worden verbrand. Ze waren niet slechts voorwerpen en bezaten nog steeds alle menselijke eigenschappen: zij konden pijn voelen, konden zich moeder, kind of echtgenoot herinneren, ze konden de oneindige schande voelen publiekelijk te worden verkracht..."
In 1985 werd Videla veroordeeld tot levensopsluiting in de militaire gevangenis van Magdalena. Echter op 29 december 1990 werd door Carlos Menem gratie verleend aan Videla en andere veroordeelde generaals. Ironisch gezien, was Videla de facto niet in staat om zijn huis te verlaten, aangezien telkens als hij ergens aanwezig was hij beledigingen of aanvallen riskeerde. In 1998 kreeg Videla gevangenisstraf voor zijn rol in de ontvoering van elf kinderen en de vervalsing van identiteitsdocumenten van kinderen die tijdens de dictatuur aan hun gearresteerde ouders waren ontnomen en door militaire families waren opgevoed.
Sommigen bekeken de gratie als een pragmatisch besluit van nationale verzoening door de tegemoetkoming aan de militairen er voor kon zorgen dat verdere opstanden werden voorkomen. Anderen veroordeelden het als ongrondwettig, waarbij ze aantekenden dat het constitutioneel erkende recht van de president om gratie te verlenen zich niet uitstrekt tot hen die nog niet zijn veroordeeld – wat soms het geval was. Weer anderen zijn van mening dat dit presidentiële voorrecht een overblijfsel is van Koninklijke regeringen en als ongepast in de moderne tijd zou moeten worden afgeschaft.
Buitenlandse overheden waarvan burgers slachtoffer waren geworden van de dictatuur brachten individuele zaken in tegen het vroegere militaire regime. Frankrijk, dat geen uitleveringsverdrag met Argentinië had, veroordeelde kapitein Alfredo Astiz in absentia voor de ontvoering en de moord op Franse burgers waaronder de non Leonie Duquet. Adolfo Scilingo, een vroegere Argentijnse marineofficier, werd op 19 april 2005 in Spanje tot 640 jaar gevangenis veroordeeld wegens misdaden tegen de mensheid.
Eind 2005, tijdens het presidentschap van Néstor Kirchner, werden de Ley de Punto Final en Ley de Obediencia Debida nietig verklaard door het Argentijns Nationaal Congres, maar personen die gratie hadden verkregen kunnen niet opnieuw voor dezelfde misdaden worden vervolgd. Sinds 2006 is 24 maart een vrije dag in vakantie in Argentinië, de Dag van Herinnering van Waarheid en Gerechtigheid.
In 2006, begonnen de eerste rechtszaken sinds de herroeping van de 'Gratiewetten'. Miguel Etchecolatz, in de jaren 70 politieambtenaar, was de eerste die berecht werd voor onwettige detentie, marteling en moord. Verder hebben verscheidene voormalige Argentijnse arbeiders van Ford tegen het bedrijf een rechtszaak aangespannen wegens samenwerking van de plaatselijke managers met inlichtingendiensten in het arresteren van vakbondsmedewerkers op het bedrijfsterrein en marteling van hen. Daimler Chrysler kondigde in oktober 2002 aan klachten van Amnesty International over de 'uitlevering' van 14 activisten aan de militairen door een externe organisatie te laten onderzoeken.
Op 22 september 2009 werd de Nederlands/Argentijnse piloot Julio Poch tijdens een tussenlanding in de Spaanse stad Valencia gearresteerd op verdenking van dodenvluchten. Poch maakte juist zijn allerlaatste vlucht voor zijn pensioen, en was op weg naar Amsterdam. Omdat Poch ook de Nederlandse nationaliteit heeft en Nederland geen eigen onderdanen aan Argentinië uitlevert moest de aanhouding in het buitenland plaatsvinden. Argentinië had in december 2008 een internationaal aanhoudingsbevel tegen Poch uitgevaardigd en zette Nederland politiek onder druk. Poch heeft zijn betrokkenheid altijd ontkend. Op 29 november 2017 werd hij hiervan vrijgesproken.

## Kwestie Zorreguieta
In 2001 kwam Jorge Zorreguieta, een burger die tijdens het bewind van Videla Onderminister van Landbouw was, in de schijnwerpers te staan toen zijn dochter Máxima zich verloofde met kroonprins Willem Alexander. De implicaties van zijn mogelijke verbinding met de Koninklijke familie van Nederland, en zijn mogelijke aanwezigheid bij een koninklijk huwelijk waren in Nederland verscheidene maanden het onderwerp van debat.
Zorreguieta beweerde dat hij als burger zich niet bewust was van de 'Verdwijningen'. In opdracht van het Nederlandse kabinet deed de historicus Michel Baud onderzoek naar Zorreguieta's rol. Hoewel persoonlijke betrokkenheid bij verdwijningen niet werd aangetoond, concludeerde Baud dat het zeer onwaarschijnlijk was dat Zorreguieta niet op de hoogte van de misdrijven was. Hierop verbood de Nederlandse regering Zorreguieta het huwelijk bij te wonen.